# Cementerios (station)
Cementerios är en tunnelbanestation i tunnelbanesystemet Metro de Santiago i Santiago, Chile. Nästföljande station i riktning mot Vespucio Norte är Einstein och nästa station i riktning mot La Cisterna är Cerro Blanco.